# Branka Kraner
Branka Kraner, slovenska pevka zabavne glasbe *  

## Biografija
Rojena v Mariboru, kjer je že v srednji šoli začela s svojo pevsko kariero. Kmalu po zmagi na Festivalu narečnih popevk se je preselila v Ljubljano, kjer je nadaljevala in se profesionalno ukvarjala z glasbo 18 let. 
Njene bolj znane izvedbe so bile v 80. in 90. letih. Veliko je nastopala z Big band RTV Slovenija ter sodelovala na jugoslovanskih festivalih kot predstavnica Slovenije oz. JRT predstavnica na mednarodnih festivalih.
Leta 1984 je s pesmijo »Nisem verjela« nastopila na evrovizijskem pred-izboru.
Sedaj deluje kot producentka in organizatorka v Cafe teatru.

## Glasbene uspešnice
- Ko me osvajaš,
- Vse te čaka,
- Ljubezen,
- Sneg v maju,
- Stari tango (v duetu z Edvinom Fliserjem),
- Iz oči naj sije sonce,
- Poletni žigolo,
- Nisem verjela,
- Ljubljanski zvon

## Nastopi na glasbenih festivalih

### Melodije morja in sonca
1978: Najino in naše morje
1979: Poletni gigolo - nagrada strokovne žirije za najboljšo interpretacijo, nagrada strokovne žirije za najboljše besedilo
1980: Fant iz južnih krajev - 5. nagrada občinstva 
1981: Moja poletna zgodba - 3. nagrada občinstva
1984: Iz oči naj sije sonce
1986: Jaz sem morje
Slovenska popevka
1978: Sneg v maju
1979: Vse te čaka
1980: Hvali novo, čuvaj staro
1981: Vedno me je nekaj prehitelo
Popevka Vesela Jesen
1977: Ko me osvajaš - 1. nagrada publike in nagrada za najboljšo debitantko
1978: Stari tango (duet z Edvin Fliserjem) -1. nagrada publike
1979: Ciganka
1983.: K'da ajda zajde v cvet (duet z Ivo Mojzerjem) - nagrada strokovne žirije
1984: Damuh grem
1986: Med tabi i mano -( duet z Ivanom Hudnikom)
1989: Čuvala bom cvete tvoje 
Opatijski festival
1980: Predrami me
1981: Ne zameri mi (duet s Tomažem Domiceljem)
1985: Ljubezen
1986: Ti si moja šansa
Splitski festival
1980: Još ćeš nočas poći
1981:Zvao si me Slovenka
Vaš šlager sezone - Sarajevo
1987: Kaj naj storim
Mesam -Beograd
1985: Ti samo ti  (duet s Krunoslav Slabincem) - nagrada za najboljše besedilo
Zagrebški festival
1983: Želim samo tvojo ljubav  ( z Otom Pestnerjem in Pepel in kri)
Yugovizija - Skopje
1984: Nisem verjela

Mednarodni festivali:
Budimpešta International Song Festival
1979: Kjer je pomlad doma
Irska- Castlebar International Song Contest
1980: Predrami me
Belgija-Knokke Cup
1986: Ljubezen
Poljska- Theater Rozrywki
2005: Don' cry for me Argentina
Diskografija:
singl plošče:
- 1977 Ko me osvajaš
- 1978 Sneg v maju
- 1980 Još ćeš noćas poći - Split 80
- 1980  Predrami me -Opatija 80
samostojna kaseta
- 1980 - Črno dekle
CD
- 1999 Musical Rigoleta